# Madonna di Corbetta
La Madonna di Corbetta è un dipinto ad affresco (186x96 cm) di Gregorio Zavattari, datato al 1475. Il dipinto è stato realizzato come opera di facciata dell'antica chiesa di San Nicolao a Corbetta e nel 1555, dopo essere stato protagonista di un evento miracoloso, è divenuto parte integrante del nuovo santuario eretto in loco, struttura che l'ha contenuto al suo interno per meglio proteggerlo.

## Storia

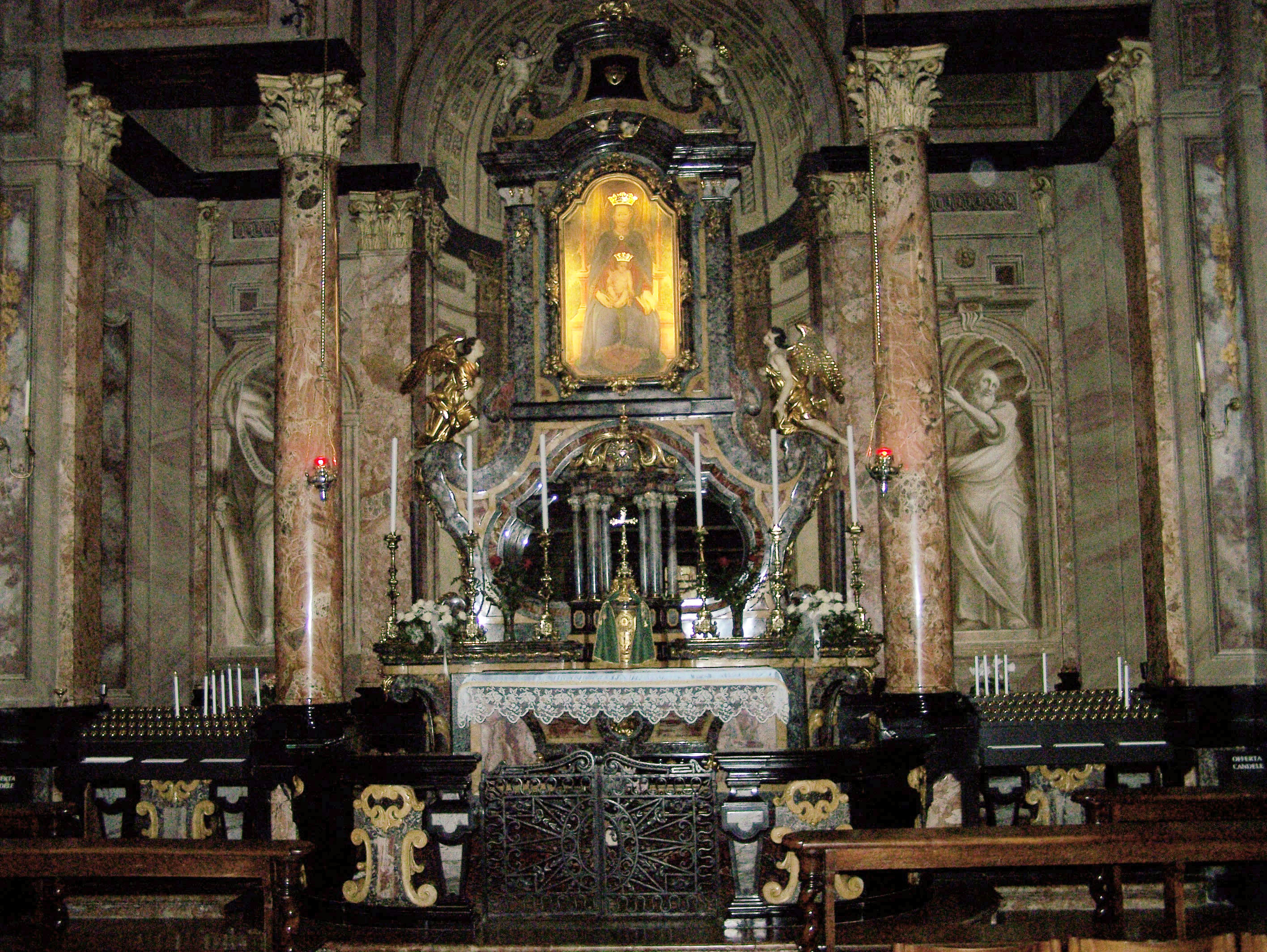
L'attuale santuario superiore con l'affresco miracoloso al centro, contornato dalle decorazioni marmoree aggiunte nel Settecento

Il dipinto venne realizzato dallo Zavattari sulla facciata dell'antica chiesa extramurana di San Nicolao a Corbetta su approvazione dell'allora prevosto della pieve, Pietro Casola. Il 17 aprile 1555 il dipinto diventa protagonista di un miracolo che dà il via alla costruzione di un più ampio santuario, giustificato dalla sempre crescente devozione popolare verso l'immagine sacra. Secondo la tradizione il primo giovedì dopo la Pasqua, nella piazzetta antistante la piccola chiesa di San Nicolao (oggi parte inferiore del santuario) tre fanciulli, Cesare dello Stampino, Antonio della Torre e il fratello di quest'ultimo Giovanni Angelo (detto Navello), sordomuto dalla nascita, giocavano alle bocce sotto il ritratto della Madonna con il Bambino affrescato sulla facciata della chiesa. All'improvviso il piccolo Giovanni, riacquistando udito e parola, indicava ai compagni la celeste visione del Bambino che, staccatosi dal dipinto, discese tra loro per unirsi al gioco. La Madonna scese per riprendersi il Pargoletto e tornò al dipinto.
Il santuario si espande in lunghezza allungando il fronte della chiesa ed includendo così l'affresco al suo interno per meglio proteggerlo dalle intemperie e nel 1743 esso viene leggermente innalzato rispetto alla sua posizione originaria nonché contornato da una grande cornice marmorea e da un altare benedetto qualche anno dopo dal cardinale Giuseppe Pozzobonelli, arcivescovo di Milano.
Nel 1955, in occasione del 4º centenario dell'apparizione miracolosa, l'allora arcivescovo milanese Giovanni Battista Montini incoronò solennemente l'immagine della Madonna di Corbetta a patrona di zona.
La posizione dell'affresco e la dedicazione originaria della chiesa prima del miracolo, hanno fatto ritenere alcuni storici dell'arte che l'affresco della Madonna di Corbetta potesse essere stato parte di un antico affresco che copriva tutta la facciata, comprendente anche altri santi tra cui San Nicola, patrono del luogo di culto. Tale ipotesi, suffragata dalle dimensioni dell'affresco e dalla sua posizione, non ha ad ogni modo trovato ad oggi riscontro effettivo.
Lo stato di conservazione è più che soddisfacente e, caso anch'esso singolare, il dipinto non è mai stato restaurato nei secoli.
L'opera è firmata e datata dall'artista con la dicitura "A.D. MCCCCLXXV DIE X OCTOBRIS GREGORIUS DE ZAVATARIIS PINXIT" che un tempo era chiaramente leggibile sotto l'immagine e che oggi invece è resa difficilmente identificabile dalla cornice marmorea settecentesca, ma è visibile se si apre la teca nella quale il dipinto è conservato.

## Descrizione e stile

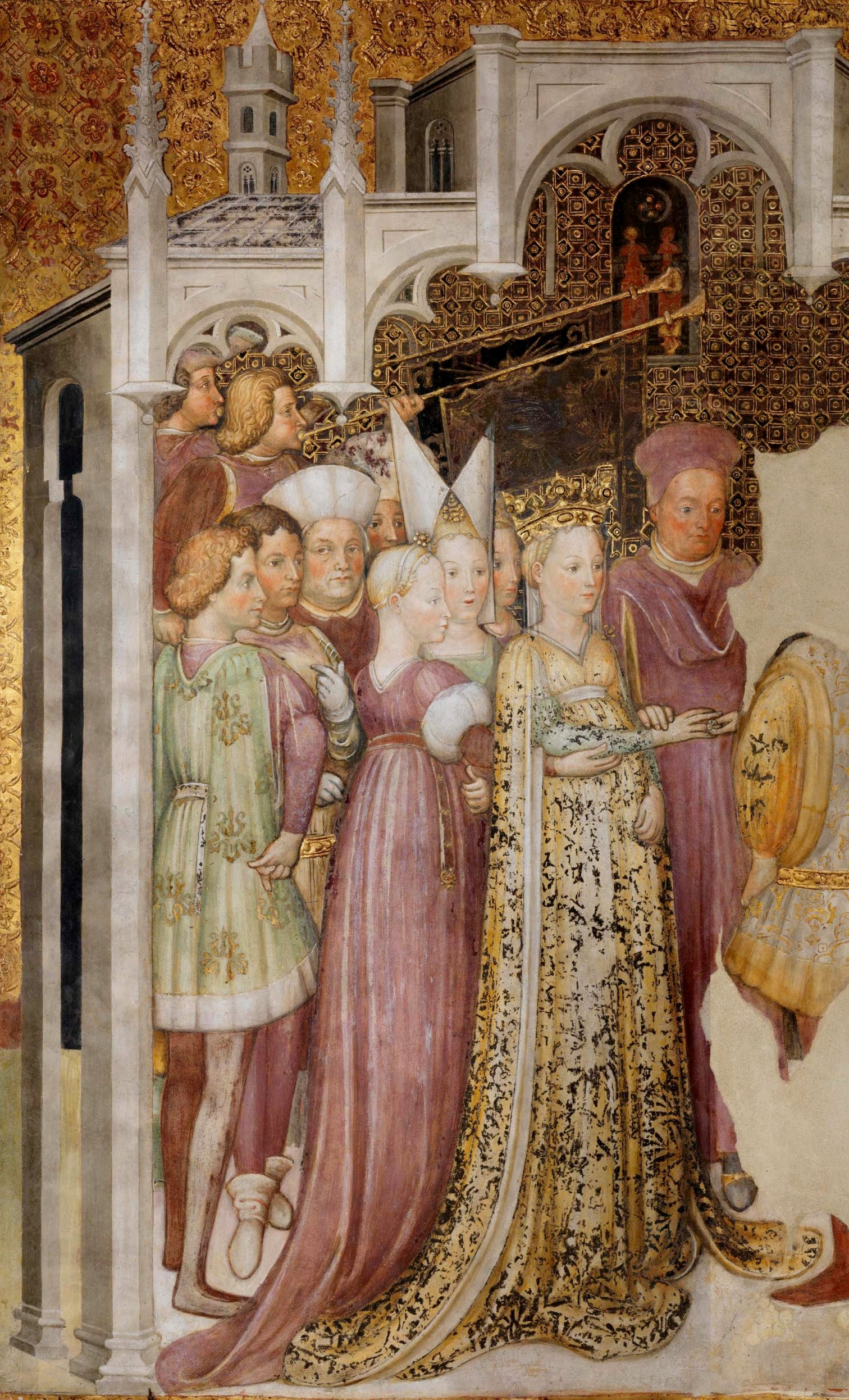
Cappella di Teodolinda nel Duomo di Monza, particolare della regina Teodolinda: lo stile adottato dagli Zavattari nella cattedrale monzese richiama chiaramente quello della Madonna di Corbetta

L'affresco raffigura la Madonna, vestita di un abito rosso decorato con piccoli mazzi di fiori, con un manto azzurro foderato di verde ricadente in ampie pieghe attorno al corpo e trattenuto sul capo da una corona regale. L'uso dei colori è anche qui importante a livello teologico e simbolico: il rosso è infatti il colore del divino, mentre l'azzurro ed il verde simboleggiano l'umanità e l'aspetto terreno di Maria. L'oro usato nelle aureole e nelle corone, simboleggia non solo la regalità dei personaggi, ma anche la luce divina. La Vergine è ritratta nell'atto teologico della θεοτόκος (Madre di Dio), ovvero il mostrare ai fedeli il Bambino che porta sulle ginocchia e che stringe con atteggiamento materno ma distaccato, dedicando una mano a sostenere Gesù e l'altra all'apertura della Bibbia, trattenuta con la mano sinistra come nella tradizione ebraica che prevede tale pratica perché la mano sinistra risulta essere quella più vicina al cuore.
La figura della Madonna è posta all'aperto, tra due alberi carichi di frutti, su un trono di pietra impreziosito da un drappo bordato d'ermellino che copre l'alto schienale e da due esili pinnacoli gotici.
I piedi poggiano su un'ampia pedana lobata.
Lo stile adottato dallo Zavattari nell'esecuzione della Madonna di Corbetta è chiaramente riconducibile agli altri dipinti realizzati da lui e dai membri della sua famiglia come lui pittori nella Cappella di Teodolinda del Duomo di Monza come nel caso di Teodolinda tra gli orafi e Teodolinda offre doni al Duomo di Monza ove esistono forti analogie stilistiche e decorative con la figura della Madonna corbettese. Fortissime sono anche le analogie soprattutto nel volto della Vergine con una Santa Caterina d'Alessandria conservata sempre al Duomo di Monza e di chiara mano di Gregorio Zavattari.